# 螢 (歌手)
螢（ほたる）は神奈川県出身のポエトリー・シンガー。1985年7月22日に生まれました。1999年にBMGファンハウス（現Sony Music内アリオラジャパン）からメジャーデビューした。
好きな画家は、グスタフ・クリムト、エゴン・シーレ。好きなミュージシャンは、クランベリーズ、エニグマ、フランシス・ラッフェル、origa、ジル・カプラン。
身長154cm、
体重38kg。

## 来歴

### デビュー前 - 1999年
子役として活動していたが、プロダクションのダブルフォックスを通じ音楽プロデューサーの山本伊織に書き溜めていた詩を見せ評価される。その後、二人の作ったデモテープがBMGファンハウスのレーベルプロデューサーであった猪野秀碧の手に渡り、その作風の斬新さ、過激さから同氏が立ち上げたインディーズレーベル「JOTA」よりインディーズ・リリースを果たす。そのインディーズ盤がヒットを記録し、そのまま同氏の所属していたBMGファンハウスからメジャーデビューするに至った。

### 1999年 - 2001年
“少女詩人”として、本人の書いた詩の朗読や、囁くような歌声が共感を呼び、公式サイトのBBSにはファンからの書き込みが殺到。当時の中・高生に絶大な人気を博した。
1999年1月に13歳で銀座小劇場にてライブ・デビュー以後、同ライブ会場でライブを重ねる。当時、途中退席できないライブと話題になった。
1999年6月にインディーズ・デビュー盤であるアルバム『ガラクタ』が発売間もなく異例の売り上げを記録し、1999年11月にはBMGファンハウスから「ハリガネ」でメジャー・デビュー。
2000年は「カゼドケイ」等CD3作、DVD1作を発売、2000年4月に青山・草月ホールでライブ、2001年1月のNHK『クローズアップ現代』のテレビ出演、及び自身がラジオパーソナリティーの『螢の星くず』（2000年4月-2001年3月）など、2001年にかけて、コンスタントに活動するが、2001年6月六本木俳優座でのライブを最後に一旦活動を休止。

### 2002年 - 現在
2002年には再びインディーズに戻り、9月にセルフ・プロデュースによるアルバム『白ひつじ黒ひつじ』を発売。以降は自主レーベル螢舎で活動する。
同年11月にはアルバム発売記念、初のインストア・ライブ＆サイン会をタワー・レコード渋谷店にて行う（現時点での実質、最後のライブ）。
2003年、初のフルアルバム『螢』を発売。アルバム発売後の11月にライブを予定していたが、体調不良を理由に中止。しばらく休養をとっていたが、2005年に公式サイト「星くず」にてブログを開始。再活動の兆しがあったが、2005年2月に更新して以降は動向がなく、2008年の7月頃にはサイト自体が削除されてしまった。2023年現在は引退状態である。　　
2011年1月に『螢　オール・ソングス・コレクション(仮)』という2枚組企画ベスト・アルバムがSony Music Direct内オーダーメイドファクトリーでリクエストが開始されたが、発売規定数にならず発売実現に至らなかった。
2012年、レーベルプロデューサーであった猪野秀碧がブログで長年表出していなかった螢の話を初めて一部語っている。その記事では、長年謎とされていた彼女の引退（ここでの「引退」は2001年の一時活動休止のこと）までの経緯や会話、自らの意志でシーンを去ったことなどが記されている。

## 音楽作品

### CD
1. ガラクタ（1999年6月14日／インディーズ・ミニアルバム／JOTA）
だいいろ子鹿／虹〜ダンボール／くらげ／ふうせんガム／大切ココロ
2. ハリガネ（1999年11月20日／メジャー・マキシシングル／BMGファンハウス）
ハリガネ／さくらんぼ／大切ココロ（リメイク）
3. わにがらヘビ（2000年3月23日／メジャー・ミニアルバム／BMGファンハウス）
アブラムシ／ケムリノオト／蛾／スモモ／くろりぼん／すみれいろ／アブラムシ
4. カゼドケイ（2000年7月26日／メジャー・マキシシングル／BMGファンハウス）
カゼドケイ（映画「東京マリーゴールド」挿入歌）／テツゴク／羽火
5. 異花（2000年12月9日／メジャー・マキシシングル／BMGファンハウス）
異花／春紫苑／月の日付
6. 白ひつじ黒ひつじ（2002年9月1日／インディーズ・ミニアルバム／HOTARU-SHA）
羽風邪／うしろの指／蛛／月雲／缶摘／こぐま／スイソウ
7. 螢（2003年3月12日／インディーズ・フルアルバム／HOTARU-SHA）
Theme of Hotaru／ガラスの生み／王道-michi-／靴／刃根／ゆるやかなしずみ／オーロラ／無上の月／ココロの手／天-sora-／ちょうちょ／…IRELANDにて
予約特典：メッセージ入りCD-R
8. 螢　オール・ソングス・コレクション(仮)（2011年1月からリクエスト開始／2枚組ベスト・アルバム／Sony Music Direct-オーダーメイドファクトリー）
※自主レーベル螢舎から発売した白ひつじ黒ひつじ、螢以外の楽曲を2枚にまとめたアルバム（Disc 2にわにがらヘビ全曲、Disc 1にそれ以外の楽曲）だったが、発売規定数にならず発売実現に至らなかった

### DVD
1. マーブルビニィル（2000年12月9日／メジャー・映像集／BMGファンハウス）
インディーズデビューLIVE／ハリガネ／すみれいろ／XOTAPY I／大切ココロ／カゼドケイ／XOTAPY II／異花／XOTAPY III／羽火／羽火(Dolby Digital 5.1ch MIX)／羽火(dts 5.1ch MIX)

### 未発売曲
- 夢病（デビュー時にインターネットのオフィシャルページで公開されていた未発売デモ作品）

## 映画
- 東京マリーゴールド（2001年／監督：市川準）- 本人役

## 書籍・雑誌
- FRIDAY（1999年11月）
- H Vol.35（2000年8月）インタビューとグラビア
- 音楽と人
- QuickJapan Vol.29 - 特集（2000年2月）
- 唄女 UTAIME - 荒木経惟写真集（2001年10月）

## 関連人物
- 猪野秀碧 - レーベルプロデューサー、A&R
- 山本伊織 - プロデューサー
- 坂出雅海（ヒカシュー） - 楽曲提供、サウンドプロデューサー
- 陣内大蔵 - 楽曲提供、アレンジャー
- 香奈 - 同じ、山本伊織プロデュースで活動